# Varjoon - suojaan
Chansons représentant la Finlande au Concours Eurovision de la chanson
Playboy
(1966) Kun kello käy
(1968)
Singles de Fredi
Protesti
(1966) O.Y. sanoi hän P.A.
(1967)
Varjoon - suojaan (« À l'ombre - à l'abri ») est une chanson écrite par Alvi Vuorinen, composée par Lasse Mårtenson et interprétée par le chanteur finlandais Fredi. Elle est parue sur l'album Fredi et sortie en 45 tours en 1967. 
C'est la chanson représentant la Finlande au Concours Eurovision de la chanson 1967.

## À l'Eurovision

### Sélection
Le 11 février 1967, ayant remporté l'Euroviisut 1967 à Helsinki, la chanson Varjoon - suojaan, interprétée par Fredi, est sélectionnée pour représenter la Finlande au Concours Eurovision de la chanson 1967 qui a lieu le 8 avril à Vienne.
Lasse Mårtenson, le compositeur de la chanson Varjoon - suojaan, avait représenté la Finlande lui-même à l'Eurovision 1964 avec Laiskotellen.

### À Vienne
La chanson est intégralement interprétée en finnois, langue officielle de la Finlande, comme l'impose la règle de 1966 à 1972. L'orchestre est dirigé par Ossi Runne (en).
Varjoon - suojaan est la huitième chanson interprétée lors de la soirée du concours, suivant Som en dröm d'Östen Warnerbring pour la Suède et précédant Anouschka d'Inge Brück pour l'Allemagne.
À l'issue du vote, elle obtient 3 points, se classant 12e — à égalité avec O vento mudou de Eduardo Nascimento pour le Portugal — sur 17 chansons,.

## Liste des titres
| A. | Varjoon - suojaan | Alvi Vuorinen, Lasse Mårtenson | 2:23 |
| B. | Liian myöhään     | Mike d'Abo, Sauvo Puhtila (fi) | 2:38 |

## Historique de sortie
| Pays     | Date | Format   | Label   |
| -------- | ---- | -------- | ------- |
| Finlande | 1967 | 45 tours | Philips |